# تحليل نظم
تحليل النظم في مجال الهندسة الكهربائية يميز الأنظمة الكهربائية و خصائصها. تحليل نظام يمكن استخدامه لتمثيل أي شيء تقريبا؛ بدءا من النمو السكاني إلى مكبرات الصوت. المهندسون الكهربائيون غالبا ما يستخدمونه بسبب صلته المباشرة بمجالات كثيرة من معارفهم، أبرزها؛ معالجة الإشارة، أنظمة الاتصالات، و أنظمة التحكم.